# Rivadavia (Mendoza)
Rivadavia é uma cidade da Argentina, localizada na província de Mendoza
Nesta cidade localiza-se a Vinícola Uxmal (Bodega Uxmal), produtora de vinhos. A cidade é conhecida por sua atividade sísmica.